# Manfred Naumann (Leichtathlet)
Manfred Naumann (* 21. Juni 1933 in Stein, Niederlande) ist ein ehemaliger deutscher Leichtathlet, der für die DDR startete.

## Karriere
Manfred Naumann konnte bei den DDR-Meisterschaften 1955 und 1956 jeweils die Bronzemedaille über 800 Meter gewinnen. 1957 folgte Silber über 1500 Meter, ehe er sich später auf den Marathon spezialisierte und 1964 DDR-Meister in der Mannschaftswertung wurde. Zudem wurde er für die Olympischen Spiele 1964 in Tokio nominiert, wo er im Marathonlauf den 39. Platz belegte.